# Rapisma intanonum
Rapisma intanonum is een insect uit de familie van de Ithonidae, die tot de orde netvleugeligen (Neuroptera) behoort. 
Rapisma intanonum is voor het eerst wetenschappelijk beschreven door P. Barnard in 1981.